# خوان سباستيان كوينتيرو
خوان سباستيان كوينتيرو (بالإسبانية: Juan Sebastian Quintero)‏ (23 مارس 1995 في كولومبيا - ) هو لاعب كرة قدم كولومبي في مركز الدفاع، شارك في كرة القدم في الألعاب الأولمبية الصيفية 2016. ولعب مع ديبورتيفو كالي وريال سبورتينغ خيخون.

## وصلات خارجية
- خوان سباستيان كوينتيرو على موقع قاعدة بيانات كرة القدم.إي يو (الإنجليزية)
- خوان سباستيان كوينتيرو على موقع Soccerway.com (الإنجليزية)
- خوان سباستيان كوينتيرو على موقع أوليمبيديا (الإنجليزية)
- خوان سباستيان كوينتيرو على موقع AS.com (الإسبانية)